# 瓦斯科·贡萨尔维斯
瓦斯科·贡萨尔维斯（发音[ˈvaʃku ɡõˈsaɫvɨʃ]；1922年5月3日—2005年6月11日），全名瓦斯科·多斯桑托斯·贡萨尔维斯（Vasco dos Santos Gonçalves），葡萄牙军官，政治人物。

## 生平
生于葡萄牙首都里斯本。他曾参加1974年康乃馨革命，后于1974年7月至1975年9月担任葡萄牙总理。在担任总理期间，他实施了银行与保险公司的国有化等左翼政策，後因無法解決經濟及政治混亂，加上反共的示威，使他被迫下台。